# BBC 스튜디오스
BBC 스튜디오스(BBC Studios) 또는 BBC 스튜디오스 리미티드(BBC Studios Limited)는 영국의 콘텐츠 회사이다. 영국방송공사의 상업 제작 부서와 상업 국제 배급 부서인 BBC 월드와이드가 합병하여 2018년 4월에 설립된 영국방송공사의 상업 자회사이다. BBC 스튜디오스는 전 세계적으로 콘텐츠를 제작, 개발, 생산, 배급, 방송, 자금 조달 및 판매하며, 매년 약 £200,000,000를 배당금 및 콘텐츠 투자 형태로 영국방송공사에 환원한다.

## 개요
BBC 스튜디오스 프로덕션스는 BBC 텔레비전의 이전 사내 제작 부서들 대부분을 통합한다. 사실(Factual), 드라마, 코미디(이 둘은 새로운 부서에서 스크립트(Scripted)로 통합), 엔터테인먼트, 음악 및 행사(Music & Events) 부서가 해당된다. BBC 어린이 프로그램 제작 부서는 2022년 4월부터 BBC 스튜디오스 프로덕션스로 이전하여, BBC Three의 사내 제작팀이 2021년 4월에 합류하는 것과 함께 영국 어린이 콘텐츠를 더 넓은 글로벌 시장으로 확장할 가능성을 높일 예정이다.
BBC 뉴스와 BBC 라디오는 영국방송공사 내에서 별도의 내부 제작 부서로 남아 있으며, 이전 BBC 텔레비전 부서의 나머지 부분(채널 및 장르 커미셔닝, BBC 스포츠 및 BBC iPlayer 포함)은 BBC 콘텐츠 부서의 일부이다.
BBC 스튜디오스 제작 부서는 2016년에 설립되었고 2017년에 상업 법인으로 출범하여, 다른 방송사 및 서비스용 프로그램을 제작하여 수신료 수입을 보충하기 위해 영국방송공사에 이익을 환원할 수 있도록 했다. 그 대가로 영국방송공사는 뉴스 프로그램을 제외한 대부분의 프로그램 제작을 입찰에 부쳐, 제3자 독립 제작사가 BBC 스튜디오스와 경쟁하여 제작권을 입찰할 수 있도록 했다.
BBC 스튜디오스와 BBC 월드와이드의 2018년 합병으로, 회사는 다른 주요 다국적 스튜디오 기업과 어깨를 나란히 하게 되었다.
BBC 스튜디오스 프로덕션스는 2019년에 BBC 및 제3자로부터 77건의 새로운 의뢰를 받아 영국에서 가장 많이 의뢰된 신규 콘텐츠 제작사였다. 2019/2020년에는 73개의 상과 202개의 후보 지명을 받았다.
BBC 스튜디오스는 자체 제작팀뿐만 아니라 수백 개의 독립 제작사가 제작한 형식과 프로그램을 대표하며, 2018/2019년에 독립 부문에 1억 7,600만 파운드를 환원했다.
이 회사는 2021/2022년까지 영국방송공사에 12억 파운드를 환원하겠다는 5개년 목표를 달성할 예정이다. BBC 스튜디오스는 2022/2023년부터 5년간 이 총액을 30% 더 늘려 15억 파운드라는 새로운 목표를 설정했다.

## 역사
BBC 스튜디오스 리미티드(BBC Studios Ltd.)는 제작사로 2015년 2월 27일에 처음 등록되었다. 2015년 9월, 영국방송공사 사무총장 토니 홀은 뉴스 프로그램이 아닌 텔레비전 프로그램의 영국방송공사 사내 제작 부서를 별도의 BBC 스튜디오스 부서로 분리하자는 제안을 발표했다. 이 부서는 궁극적으로 다음 영국방송공사 칙령 개정의 일환으로 BBC 트러스트의 승인을 받아 영국방송공사의 영리 자회사로 분사될 예정이었다. 이 제안은 영국방송공사 부서가 영국방송공사의 공영 자산 외에도 다른 방송사 및 디지털 매체용 프로그램을 제작할 수 있도록 할 것이었다(이는 국제 배급 부서인 BBC 월드와이드와 협력하여 수행할 수 있었다). 영리 회사로서 BBC 스튜디오스는 경영진과 인재에게 더 높은 임금을 지급할 수 있었고, 공영 법인일 때 겪었던 임금 관련 조사를 더 이상 받지 않게 되었다. 이 제안은 가디언에 의해 "영국방송공사 93년 역사상 가장 큰 변화 중 하나"로 묘사되었다.
이 제안은 독립 스튜디오들로부터 비판을 받았는데, 그들은 이 제안이 영국방송공사로부터 "보장된" 프로그램 제작 의뢰로 부당하게 이득을 얻을 "슈퍼 인디"의 형성으로 이어질 것이라고 느꼈다. 분사의 일환으로 영국방송공사는 프로그램을 입찰에 부칠 계획이었으며, 독립 제작사와 BBC 스튜디오스가 닥터 후와 같은 최고 프로그램(BBC 스튜디오스에 할당된)을 제외한 비뉴스 프로그램 제작 권한을 입찰할 수 있도록 했다. 영국방송공사의 부서로서 BBC 스튜디오스의 재조직 및 설립은 2016년 4월에 완료되었다. 2016년 9월, 영국방송공사는 스포츠의 질문, 홀비 시티, 찬송가와 같은 프로그램부터 시작하여 향후 11년간 비뉴스 프로그램을 입찰할 것이라고 발표했다.
2016년 10월, 영국방송공사는 불필요하다고 판단되는 부서에서 300명의 직원을 해고할 계획이라고 발표했다. 2016년 12월, BBC 스튜디오스는 입찰 계획과 관련하여 영화 및 TV 제작자 연맹(PACT)과 합의에 도달했다고 발표하며, 전환 승인 후 2년 이내에 "사내 보증"의 최소 40%를 입찰할 것이라고 밝혔다. BBC 트러스트는 그 후 BBC 스튜디오스의 상업 자회사 설립을 승인했으며, 이 과정은 2017년 4월에 완료될 것으로 예상되었다.
2017년 11월 29일, 영국방송공사는 BBC 월드와이드가 2018년 4월 1일부터 BBC 스튜디오스로 합병될 것이라고 발표했다. 영국방송공사는 프로그램 제작과 판매를 하나의 단위로 처리함으로써 효율성을 개선하고 다른 주요 국제 미디어 회사들의 "글로벌 규범"에 부합할 것이라고 밝혔다. 기술적으로 BBC Ventures Group Ltd.는 2018년 4월 3일 BBC Studios Group Ltd.로 이름이 변경되었고, 2018년 10월 1일 BBC Studios Ltd.로 변경되었다. 또한 10월에는 2015년에 설립된 제작 회사가 BBC Studios Productions Ltd.로 이름이 변경되었고, BBC Worldwide Ltd.도 BBC Studios Distribution Ltd.로 변경되었다.
2019년 2월, BBC 스튜디오스는 전 BBC 경영진 엘리자베스 킬가리프와 크레이그 홀레워스가 설립한 새로운 독립 드라마 제작사인 파이어버드 픽처스(Firebird Pictures)에 25%의 소수 지분을 인수하고, 파이어버드의 프로그램을 배급하기 위한 국제 배급 계약을 체결했다고 발표했다. 3년 후인 2022년 10월, BBC 스튜디오스는 독립 드라마 제작사 파이어버드 픽처스의 나머지 지분을 인수하여 완전한 통제권을 확보하고, 파이어버드를 자회사 아래에 두었다고 발표했다.
2019년 4월, BBC 스튜디오스는 디스커버리 (기업)와 여러 계약을 발표했다. 양사는 UKTV 합작 법인을 해체하기로 합의했으며, 디스커버리(스크립스 네트워크스 인터랙티브 인수를 통해 UKTV 지분을 인수한)는 UKTV의 라이프스타일 채널에 대한 BBC의 지분을 인수하고, BBC 스튜디오스는 UKTV의 엔터테인먼트 채널 및 UKTV 플레이 주문형 비디오 서비스에 대한 디스커버리의 지분을 인수했다. 또한 디스커버리는 BBC의 자연사 부서와 10년 계약을 체결하여 전 세계적으로 콘텐츠에 대한 독점적인 유료 주문형 비디오 권한을 획득하고(이는 향후 글로벌 스트리밍 브랜드에 통합될 예정), 개발팀에 공동 자금을 지원하기로 했다. 디스커버리는 2013년까지 자연사 부서의 미국 파트너로 활동했었다.
2019년 8월, BBC 스튜디오스는 워너미디어의 곧 출시될 HBO Max와의 장기 계약을 발표했는데, 이 계약은 닥터 후, 존경받는 여자, 루터, 탑 기어와 같은 BBC 인기 프로그램의 이전 시즌 스트리밍 권한을 다루는 것이었다. 2020년 1월에는 워너미디어가 공동 소유하는 텔레비전 네트워크인 The CW가 운영하는 CW 시드(주문형 비디오 플랫폼)에 14개 시리즈의 2차 스트리밍 권한을 판매하기도 했다.
2021년 2월, BBC 스튜디오스는 사실 콘텐츠 전용의 새로운 스트리밍 브랜드 BBC 셀렉트를 북미에 출시했다. 2021년 2월 22일, BBC 스튜디오스는 고블스토퍼 그룹과 우선 협상 계약을 체결했다.
2021년 3월, BBC 어린이 프로그램 제작 부서와 BBC 글로벌 뉴스 부서도 BBC 스튜디오스로 이전될 것이라고 발표되었다. 이러한 변화로 BBC 스튜디오스는 BBC 월드 뉴스의 국제 배급 및 광고 판매를 담당하게 되며, 공영 서비스인 BBC 뉴스 부서는 채널의 편집권을 맡게 된다. 최근에는 이 스튜디오가 소니 픽처스 텔레비전과 제휴한 에보니라이프 미디어(EbonyLife Media)와 개발 계약을 체결했으며, 이는 모 아부두가 이끌고 있다.
2022년 8월, BBC 스튜디오스가 국제 뉴스레터 사업을 시작할 계획이 드러났는데, 처음에는 인도에 이어 영국 외 뉴스 시장에서 두 번째로 큰 캐나다와 미국에 집중할 예정이었다.
2023년 6월, BBC 스튜디오스는 스칸디나비아 제작사 STV(스코틀랜드의 STV 그룹과 혼동하지 말 것)를 인수했다고 발표했다. 코펜하겐에 본사를 둔 이 회사는 BBC Studios Nordic Productions로 재브랜드될 예정이다.
2023년 10월, 언론 보도에 따르면 BBC 스튜디오스는 2022년 12월 탑 기어 에피소드 촬영 중 자동차 사고로 부상을 입은 탑 기어 진행자 프레디 플린토프에게 보상하기 위해 수백만 파운드에 달하는 재정 합의에 도달했다고 확인되었다.
2024년 3월, BBC 스튜디오스는 멜버른에 본사를 둔 호주 실사 제작사 워너 필름 프로덕션스(Werner Film Productions)를 인수하여, 호주 사업 확장 일환으로 인수 회사를 호주 부서인 BBC Studios Productions Australia 산하에 두었다고 발표했다.

## 자산 및 브랜드

### 텔레비전 채널
- BBC 브릿 (폴란드)
- BBC 어스
  - BBC 어스 (캐나다 TV 채널) (캐나다; 라이선스 하에)
  - 소니 BBC 어스 (인도; 소니와의 합작 투자)
- BBC 엔터테인먼트
- BBC 퍼스트
  - BBC 퍼스트 (호주 TV 채널) (호주)
  - BBC 퍼스트 (캐나다 TV 채널) (캐나다; 라이선스 하에)
  - BBC 퍼스트 (네덜란드 TV 채널) (네덜란드)
- BBC HD (국제)
- BBC 키즈
- BBC 라이프스타일
- BBC 노르딕
- BBC UKTV (호주 및 뉴질랜드)
- CTV 와일드 채널[주 2] (캐나다; 벨 미디어와 ESPN, Inc.의 합작 투자사인 CTV 스페셜티 텔레비전 및 워너 브라더스 디스커버리와의 합작 투자)
- UKTV
  - U&Alibi
  - U&Dave
  - U&Drama
  - U&Eden
  - U&Gold
  - U&W
  - U&Yesterday

### 국제 배급 전용
- BBC 뉴스 – BBC 글로벌 뉴스가 소유하고 BBC 뉴스가 운영
  - BBC 뉴스 북미
  - BBC 뉴스 아프리카
  - BBC 뉴스 남아메리카
  - BBC 뉴스 유럽 (영국 및 아일랜드 제외)
  - BBC 뉴스 중동
  - BBC 뉴스 남아시아
  - BBC 뉴스 아시아
  - BBC 뉴스 오스트레일리아
- CBBC (텔레비전 채널)
- CBeebies

### 브랜드
- BBC 숍 - 미국 및 캐나다에서만 운영되는 온라인 소매점으로, BBC 제품을 판매한다. 영국 오프라인 매장은 2016년에 문을 닫았고 BBC 스토어는 2017년에 문을 닫았지만, 스튜디오는 닥터 후와 탑 기어 브랜드의 온라인 숍을 유지하고 있다.
- BBC 모션 갤러리 - BBC 아카이브에서 푸티지 라이선스
- BBC 스튜디오스 홈 엔터테인먼트 - 홈 비디오 레이블. 이전에는 2 | 엔터테인먼트로 알려졌다.
- 데몬 뮤직 그룹 - 음반 레이블.
- UKTV - 영국 디지털 TV 방송사.
- BBC 플레이어 (BBC iPlayer와 혼동하지 말 것) - 싱가포르와 말레이시아의 주문형 비디오 유료 서비스.
- 래피드 블루 - 남아프리카 공화국에서 제작을 담당하는 BBC 스튜디오스 부서.[41]
- BBC 액티브 (피어슨 PLC와의 합작 투자)[42] - 이 브랜드는 교육 자료를 출판한다.
- 이메디아 미디어 컴퍼니에 잡지 타이틀 출판 라이선스를 부여한다. 이 타이틀은 이전에는 BBC 매거진스에서 사내 출판되었다.
- 펭귄 랜덤 하우스 UK에 오디오 콘텐츠 라이선스를 부여하여 전 세계 판매 및 배급을 담당한다.[43][44] 이전에는 BBC 라디오 컬렉션(BBC Radio Collection)과 BBC 오디오북스(BBC Audiobooks)에서 사내 출판되었으며, 나중에는 BBC 스튜디오스가 15%의 지분을 보유했던 오디오고에서 출판되었다.[45][46]
- BBC 북스 (펭귄 랜덤 하우스 UK와의 합작 투자)[47]
  - BBC 어린이 도서 (펭귄 랜덤 하우스 UK와의 합작 투자)[48]
- BBC 셀렉트

### 레이블 투자
BBC 스튜디오스는 다양한 제작사에 지분을 축적했다.
- 72 필름스 (프리맨틀, 데이비드 글로버, 마크 라파엘과 함께; 15%)[50]
- 어메이징 프로덕션스 (조지 클라크와 함께, 25%)[51]
- 베이비 카우 프로덕션스 (스티브 쿠건과 함께; 73%)[52][53]
- 브루탈 미디어[54]
- 버닝 브라이트 프로덕션스 (25%)[55]
- 클러큰웰 필름스 (2021년 1월 19일 기준 100%)[56]
- 쿠바 픽처스 (Original Talent Ltd.를 통해 10%)[57]
- 커브 미디어 (롭 캐리, 카밀라 루이스와 함께; 25%)[58]
- 익스펙테이션 엔터테인먼트 (24.9%)[59]
- 파이어버드 픽처스 (2022년 10월 5일 기준 100%)[60]
- 하우스 프로덕션스 (2021년 12월 14일 기준 100%)[61]
- 루크아웃 포인트 TV (2018년 7월 5일 기준 100%)[62]
- 마이티 프로덕션스 (린 서트클리프, 휴 라이크로프트와 함께)[63]
- 문에이지 픽처스[64]
- 시드 젠틀 필름스 리미티드 (2022년 10월 17일 기준 100%)[65]
- VAL (Various Artists Limited) (샘 베인, 제시 암스트롱, 필 클라크, 로베르토 트로니와 함께; 20%)[66]
- 워너 필름 프로덕션스[67]

## BBC 레코드
BBC 레코드는 1967년에 설립된 영국방송공사의 부서로, 교육 및 가정용으로 라디오 및 텔레비전 프로그램 콘텐츠를 상업적으로 활용하기 위해 설립되었다. 1990년대에 BBC의 녹음된 콘텐츠에 대한 라이선스 및 마케팅은 BBC 월드와이드 (이전 BBC 엔터프라이즈)의 책임이 되었고, 영국방송공사는 녹음된 자료의 직접적인 출시를 중단하고 대신 다른 회사에 제품 라이선스를 부여했다. BBC 월드와이드는 2018년부터 BBC 스튜디오스로 합병되었으며, 현재 BBC 로고의 상업적 녹음물 사용을 허가한다.

## 브릿박스
브릿박스는 OTT 유료 주문형 비디오 브랜드로, 회사에서 직접 제작하거나 취득한 오리지널 프로그램과 영국방송공사, ITV, 채널 4, 채널 5와 같은 다른 영국 채널로부터 라이선스를 받은 제3자 콘텐츠를 포함한다. 이 서비스는 BBC 월드와이드와 ITV plc가 2016년에 합작 투자로 발표했으며, 2017년에 북미에서 출시되었다. 국제 서비스는 BBC 스튜디오스와 ITV plc의 합작 투자로 남아 있다.
별도로 관리되는 영국 버전의 서비스는 2019년에 출시되었으나, 2022년에 BBC와 다른 파트너들의 지분을 인수하여 ITVX와 서비스를 통합할 의사를 밝히면서 현재는 ITV의 완전 자회사가 되었다.

## 참고
1. ↑  원래 2002년 6월 18일 FFW 1987 Ltd.로 등록되었고, 2002년 8월 15일 BBC Ventures Group Ltd.로 이름이 변경되었다.[23]
2. ↑  이전에는 애니멀 플래닛; 2025년부터 로저스 스포츠 & 미디어 플랫폼으로 프로그램 이전